# Наталија Макарова
Наталија Макарова (рус. Наталья Макарова) је руска примабалерина у пензији и кореограф.

## Биографија и школовање
Рођена је 1940. у Санкт Петербургу (тадашњем Лењинграду). Балетско образовање у Ваганова академији започиње касно – у 13. години живота. Због препознатог талента, уписана је у школу, у експериментално одељење у коме је иначе деветогодишнји програм успешно завршила за шест година. Одмах по завршетку школовања постаје чланица позоришта Марински/Киров, убрзо и солисткиња па примабалерина.

## Емигрирање на Запад
Током гостовања у Лондону, септембра 1970. године затражила је и добила политички азил. Убрзо одлази у Америку, и постаје примабалерина Америкен Балет Театра из Њујорка. Две године касније започиње сарадњу и са Ројал Балетом из Лондона. Наредне две деценије је са овим двема компанијама обишла многе светске позорнице.
Током своје каријере одиграла је велики број улога, међу којима су готово све најзначајније из класичног репертоара, као и многе модерног сензибилитета.
Након престанка играчке каријере бави се кореографијом.

## Повратак у Русију
Падом комунистичког режима и Совјетског Савеза, створили су се услови за повратак руских уметника који су током ранијих деценија напустили своју отаџбину. Међу њима је била и Макарова, која никада није ружно говорила о својој земљи. Њен повратак је 1989. године овековечен у документарном филму „Повратак Макарове“. Након двадесет година, поново је наступила на својој матичној сцени, у граду у коме је рођена.